# Ачимович-Година, Карпо
Карпо Ачимович-Година или Карло Година (словен. Karpo Ačimović-Godina, родился 26 июня 1943 года в Скопье) — словенский кинооператор и кинорежиссёр фильмов «югославской чёрной волны» эпохи 1964—1973 годов.

## Краткая биография
Година известен и как оператор, и как режиссёр. Так, он был оператором фильма «Ранние работы» Желимира Жилника, завоевавшего приз Берлинского кинофестиваля 1969 года), а в 1990 году его фильм «Искусственный рай» был показан вне конкурсной программы Каннского кинофестиваля. Первым полнометражным фильмом, отснятым Ачимовичем-Годиной, стал «Плот „Медузы“» 1980 года; в том же году он стал лауреатом премии Франце Прешерна.

## Фильмография

### Режиссёр
- 1965: Игра (Divjad, короткометражный фильм)
- 1966: A.P. (Anno Passato) (короткометражный фильм)
- 1970: Жареный мозг Пупилии Феркеверк (Gratinirani mozak Pupilije Ferkeverk, короткометражный фильм)
- 1971: Мне не хватает Сони Хени (Недостаје ми Соња Хени, короткометражный фильм)
- 1971: Здоровые люди за веселье (Zdravi ljudi za razonodu, документальный короткометражный фильм)
- 1972: Об искусстве любви, или фильм за 14441 квадратом (O ljubavnim veštinama ili film sa 14441 kvadratom, документальный фильм)
- 1980: Плот «Медузы» (Splav Meduze)
- 1990: Искусственный рай (Umetni raj)
- 2002: Где же «Северная звезда»? (Kam je izginila Stella del nord?)

### Оператор
- 1969: Ранние работы (режиссёр Желимир Жилник)
- 1972: Сцены из жизни ударника (режиссёр Бата Ченгич)
- 1978: Оккупация в 26 картинках (режиссёр Лордан Зафранович)
- 1983: Письмо — голова (режиссёр Бата Ченгич)
- 1985: Доктор (режиссёр Войко Дулетич)
- 1988: Парашютист (режиссёр Фрэнк де Пальма)
- 1988: Путь на юг (режиссёр Хуан Баутиста Стагнаро)